# Sam Wide

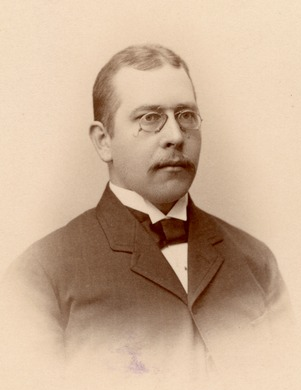
Sam Wide, 1892

Sam Wide, vollständiger Name Samuel Karl Anders Wide, (* 17. Oktober 1861 in Stora Tuna; † 13. Februar 1918 in Uppsala) war ein schwedischer Klassischer Philologe und Archäologe sowie Religionshistoriker.

## Leben
Sam Wide studierte an der Universität Uppsala bei Einar Löfstedt und wurde 1888 promoviert. 1891 war er Stipendiat in Rom. 1893 studierte er in Berlin bei Ernst Curtius und Adolph Furtwängler. 1893 bis 1895 unternahm er ausgedehnte Reisen nach Italien und Griechenland, wo er mit seinem Studienfreund Lennart Kjellberg im Sommer 1894 im Poseidon-Heiligtum von Kalaureia und im Oktober und November 1894 in Aphidnai in Attika Ausgrabungen unternahm. 1895 wurde er Professor für Klassische Philologie an der Universität Lund, 1899 an der Universität Uppsala; 1909 erhielt er dort die erste Professur für Klassische Archäologie und Alte Geschichte. 1915 wurde er Mitglied der Kungliga Vitterhets Historie och Antikvitets Akademien.
Sein Hauptforschungsgebiet war die griechische Religionsgeschichte, hier insbesondere die Kultgeschichte in ihrer lokalen Entwicklung. Sein bedeutendster Schüler auf diesem Gebiet war Martin P. Nilsson.
Nach ihm ist die Sam-Wide-Gruppe der spätkorinthischen Vasenmalerei benannt.

## Veröffentlichungen (Auswahl)
- De sacris Troezeniorum, Hermionensium, Epidauriorum. Uppsala 1888 (= Dissertation, Digitalisat).
- Lakonische Kulte. Teubner, Leipzig 1893 (Digitalisat).
- Griechische und römische Religion (= Einleitung in die Altertumswissenschaft. Band 2, 4). Teubner, Leipzig 1910 (Digitalisat); 2. Auflage 1912; 3. Auflage mit Martin P. Nilson 1922; 4. Auflage, durchgesehen und bearbeitet von Martin P. Nilsson 1931.
- Pomerium och Pelargikon. En religionshistorik-topografisk undersökning. Upsala 1911 (Digitalisat).